# Fuciliere (1910)
«Фучільєре» (італ. Fuciliere) — ескадрений міноносець ВМС Італії типу «Сольдато» часів Першої світової війни.

## Історія створення
Корабель був закладений 28 жовтня 1905 року на верфі «Ansaldo» в Генуї. Спущений на воду 21 серпня 1909 року, вступив у стрій 26 січня 1910 року. 

## Історія служби
Після вступу Італії у Першу світову війну «Фучільєре» був включений до складу IV ескадри есмінців (разом з однотипними «Понтьєре», «Альпіно», «Карабіньєре», «Аскаро», а також «Дзеффіро»), яка базувалась у Бріндізіi.
24 травня 1915 року разом з «Альпіно», «Ланчере», «Карабіньєре» і «Гарібальдіно» патрулював у Верхній Адріатиці'.
3/4 та 4/5 травня 1916 року «Фучільєре» разом з «Дзеффіро» здійснив постановку мінних полів поблизу Шибеника.
вранці 12 травня того ж року «Фучільєре», «Альпіно», «Дзеффіро» та міноносці «30 P.N» і «46 P.N» проникли в бухту Пореча і пошкодили артилерійським вогнем ангари ворожих літаків.
11 лютого 1917 року «Фучільєре», «Понтьєре», «Карабіньєре», «Альпіно», міноносці «19 OS», «20 OS», «21 OS», «22 OS» супроводжували французькі та італійські літаки, які здійснювали розвідку Пули. 
У 1921 році «Фучільєре» був перекласифікований в міноносець. У 1932 році, останнім з однотипних кораблів, він був виключений зі складу флоту і зданий на злам.